# Antoni (Plămădeală)
Antoni, imię świeckie Leonida Plămădeală (ur. 17 listopada 1926 w Stolnicesti, zm. 29 sierpnia 2005 w Sybinie) – rumuński biskup prawosławny.

## Życiorys

### Wczesna działalność
Pochodził z Besarabii. Naukę w seminarium duchownym rozpoczął w 1937 w Kiszyniowie, zaś ukończył w 1945 w Bukareszcie. W tym samym roku podjął wyższe studia teologiczne na Uniwersytecie Bukareszteńskim; ukończył je w 1949 na uniwersytecie w Cluju. W tym samym roku złożył wieczyste śluby mnisze w monasterze Prislop, przyjmując imię zakonne Antoni, po czym został wyświęcony na hierodiakona. Następnie został skierowany do monasteru Slatina, gdzie został wyświęcony na hieromnicha i gdzie był krótko nauczycielem w szkole teologicznej dla mnichów. Był związany z ruchem modlitewnym Krzew Gorejący.
Również w 1949 hieromnich Antoni został oskarżony o działalność wrogą komunistycznemu rządowi i in absentia skazany na siedem lat więzienia. Ostatecznie aresztowano go dopiero w 1954, a po powtórnym procesie zmniejszono karę do czterech lat i osadzono go w więzieniu w Jilavie. Po dwóch latach hieromnich odzyskał wolność na mocy ułaskawienia. Nie mógł jednak wrócić do życia monastycznego ani nie uzyskał zezwolenia na prowadzenie działalności duszpasterskiej, w rezultacie musiał zarabiać na życie jako robotnik. Dopiero w 1968 mógł podjąć pracę w Instytucie Teologicznym Uniwersytetu Bukareszteńskiego, gdzie był sekretarzem, a następnie wyjechać na studia podyplomowe w zakresie teologii i filozofii do Oxfordu, gdzie w 1971 obronił doktorat.

### Biskup
15 grudnia 1970 został nominowany na biskupa pomocniczego archieparchii bukareszteńskiej z tytułem biskupa ploieşteńskiego. Jego chirotonia biskupia odbyła się 27 grudnia tego samego roku. Równocześnie został rektorem bukareszteńskiego Instytutu Teologicznego. Pracował również w wydziałach gospodarczym i zagranicznym Rumuńskiego Kościoła Prawosławnego.
W 1979 objął katedrę Buzău, zaś trzy lata później został arcybiskupem Sybinu i metropolitą Siedmiogrodu. Wielokrotnie reprezentował Rumuński Kościół Prawosławny na posiedzeniach Światowej Rady Kościołów oraz Konferencji Kościołów Europejskich, był członkiem delegacji udających się z wizytami do innych Kościołów chrześcijańskich (prawosławnych, protestanckich, Kościoła katolickiego), odwiedzał również parafie etnicznie rumuńskie poza granicami kraju. Był aktywnym uczestnikiem ruchu ekumenicznego, w szczególności dialogu prawosławno-katolickiego.
Zmarł w 2005 w Sybinie i został pochowany w monasterze Sâmbăta.
Był członkiem honorowym Akademii Rumuńskiej oraz Akademii Nauk w Kiszyniowie (od 1992). 
Odznaczony Krzyżem Wielkim Orderu Narodowego Zasługi.